# トーセンファントム
トーセンファントム（Tosen Phantom）は、日本の競走馬、種牡馬。主な勝ち鞍は2009年のいちょうステークス(OP)。

## 戦績
2007年2月9日に北海道千歳市の社台ファームで誕生。同年のセレクトセール当歳馬市場で島川隆哉によって9000万円（税抜）で落札された。
栗東・松田国英厩舎に入厩。2009年9月27日、新馬戦（阪神芝1600m）でデビューし、内田博幸とのコンビで新馬勝ちを飾る。2戦目のいちょうステークスも快勝し、デビュー2連勝を果たす、3戦目は東京スポーツ杯2歳ステークスではレッドバリオスに騎乗する内田に代わってクリストフ・スミヨンを鞍上に迎え、出走馬中最速の上がり3F33秒4の強烈な末脚で追い込み、勝ち馬ローズキングダムにアタマ差の2着に入った。
続く朝日杯フューチュリティステークスでは3番人気に支持されたが、レース中に故障を発生して14着に沈む。レース後、右前浅屈腱不全断裂により競走能力喪失の診断を受け、現役引退に追い込まれた。

## 競走成績
以下の内容は、netkeiba.comの情報に基づく。
| 競走日     | 競馬場 | 競走名       | 格   | 距離（馬場）  | 頭 数 | 枠 番 | 馬 番 | オッズ （人気） | 着順 | タイム （上り3F） | 着差 | 騎手       | 斤量 [kg] | 1着馬（2着馬）       | 馬体重 [kg] |
| ---------- | ------ | ------------ | ---- | ------------- | ----- | ----- | ----- | --------------- | ---- | ----------------- | ---- | ---------- | --------- | -------------------- | ----------- |
| 2009.09.27 | 阪神   | 2歳新馬      |      | 芝1600m（良） | 15    | 6     | 10    | 005.50（3人）   | 01着 | R1:35.8（34.0）   | -0.1 | 内田博幸   | 54        | （エーシンウェズン） | 488         |
| 0000.10.24 | 東京   | いちょうS    | OP   | 芝1600m（良） | 15    | 7     | 12    | 005.00（3人）   | 01着 | R1:34.9（34.0）   | -0.2 | 内田博幸   | 55        | （アーバンウィナー） | 478         |
| 0000.11.21 | 東京   | 東スポ杯2歳S | GIII | 芝1800m（良） | 17    | 8     | 16    | 005.90（3人）   | 02着 | R1:48.2（33.4）   | -0.0 | C.スミヨン | 55        | ローズキングダム     | 480         |
| 0000.12.20 | 中山   | 朝日杯FS     | GI   | 芝1600m（良） | 16    | 8     | 15    | 006.10（3人）   | 14着 | R1:35,4（36.0）   | -1.4 | 内田博幸   | 55        | ローズキングダム     | 482         |

## 種牡馬時代
現役引退が決まった際には乗馬になることが発表されていたが、4歳時（2011年）より馬主である島川隆哉のプライベート種牡馬となり、アロースタッドに預託された。産駒の活躍を受けて、2017年は受胎条件50万円、出生条件70万円の種付け料で供用された。2018年からは再びプライベート種牡馬となり、白馬牧場に預託されている。
産駒はほとんどが島川が所有するエスティファームの生産馬である。2015年のサウジアラビアロイヤルカップを2世代目産駒のブレイブスマッシュが制し、JRA重賞初制覇を飾った。同馬は後にオーストラリアに移籍し、2018年に豪GIフューチュリティステークスとマニカトステークスを制覇している。同世代の産駒からはサウジアラビアロイヤルカップ5着のハレルヤボーイやクローバー賞勝ちのマシェリガールなどが出ている。

### 年度別成績
トーセンファントムの産駒成績（netkeiba.com）を参照。

### 主な産駒
※括弧内は当該馬の優勝重賞競走、太字はGI級競走。
- 2013年産
  - ブレイブスマッシュ（2015年サウジアラビアロイヤルカップ、2018年フューチュリティステークス、マニカトステークス）

## 血統表
| トーセンファントムの血統      | トーセンファントムの血統                             | トーセンファントムの血統 | （血統表の出典）     | （血統表の出典） |
| 父系                          | サンデーサイレンス系                                 | サンデーサイレンス系     | サンデーサイレンス系 | [ § 2 ]          |
| 父 ネオユニヴァース 2000 鹿毛 | 父の父*サンデーサイレンス Sunday Silence 1986 青鹿毛 | Halo                     | Hail to Reason       | Hail to Reason   |
| 父 ネオユニヴァース 2000 鹿毛 | 父の父*サンデーサイレンス Sunday Silence 1986 青鹿毛 | Halo                     | Cosmah               |                  |
| 父 ネオユニヴァース 2000 鹿毛 | 父の父*サンデーサイレンス Sunday Silence 1986 青鹿毛 | Wishing Well             | Understanding        | Understanding    |
| 父 ネオユニヴァース 2000 鹿毛 | 父の父*サンデーサイレンス Sunday Silence 1986 青鹿毛 | Wishing Well             | Mountain Flower      |                  |
| 父 ネオユニヴァース 2000 鹿毛 | 父の母*ポインテッドパス Pointed Pass 1984 栗毛       | Kris                     | Sharpen Up           | Sharpen Up       |
| 父 ネオユニヴァース 2000 鹿毛 | 父の母*ポインテッドパス Pointed Pass 1984 栗毛       | Kris                     | Doubly Sure          |                  |
| 父 ネオユニヴァース 2000 鹿毛 | 父の母*ポインテッドパス Pointed Pass 1984 栗毛       | Silken Way               | Shantung             | Shantung         |
| 父 ネオユニヴァース 2000 鹿毛 | 父の母*ポインテッドパス Pointed Pass 1984 栗毛       | Silken Way               | Boulevard            |                  |
| 母 バースデイローズ 1995 栗毛 | 母の父*トニービン Tony Bin 1983 鹿毛                 | *カンパラ                | Kalamoun             | Kalamoun         |
| 母 バースデイローズ 1995 栗毛 | 母の父*トニービン Tony Bin 1983 鹿毛                 | *カンパラ                | State Pension        |                  |
| 母 バースデイローズ 1995 栗毛 | 母の父*トニービン Tony Bin 1983 鹿毛                 | Severn Bridge            | Hornbeam             | Hornbeam         |
| 母 バースデイローズ 1995 栗毛 | 母の父*トニービン Tony Bin 1983 鹿毛                 | Severn Bridge            | Priddy Fair          |                  |
| 母 バースデイローズ 1995 栗毛 | 母の母エリザベスローズ 1989 栗毛                     | *ノーザンテースト        | Northern Dancer      | Northern Dancer  |
| 母 バースデイローズ 1995 栗毛 | 母の母エリザベスローズ 1989 栗毛                     | *ノーザンテースト        | Lady Victoria        |                  |
| 母 バースデイローズ 1995 栗毛 | 母の母エリザベスローズ 1989 栗毛                     | *ノーベンバーローズ      | Caro                 | Caro             |
| 母 バースデイローズ 1995 栗毛 | 母の母エリザベスローズ 1989 栗毛                     | *ノーベンバーローズ      | Jedina               |                  |
| 母系(F-No.)                   | (FN:16-a)                                            | (FN:16-a)                | (FN:16-a)            | [ § 3 ]          |
| 5代内の近親交配               | 5代内アウトブリード                                  | 5代内アウトブリード      | 5代内アウトブリード  | [ § 4 ]          |
| 出典                          | 1. 2. 3. 4.                                          | 1. 2. 3. 4.              | 1. 2. 3. 4.          | 1. 2. 3. 4.      |

- 祖母エリザベスローズはセントウルステークスの勝ち馬。その初仔である母バースデイローズの半弟にはフサイチゼノン、アグネスゴールド、リミットレスビッドがいる[15]。
- 祖母の全妹クリスマスローズの孫にナターレ、さらにその産駒にガイアフォースがいる。